# Trincou
Der Trincou ist ein kleiner Fluss im Südwesten Frankreichs (Norden des Départements Dordogne). Er mündet nach rund 17 Kilometern als rechter Nebenfluss in die Côle. Sein durchschnittliches Gefälle beträgt 10,54 m/km.

## Durchflossene Gemeinden
- Milhac-de-Nontron
- Villars
- Champagnac-de-Belair
- Condat-sur-Trincou

## Geographie
Der Trincou entspringt in etwa 285 Meter Höhe beim Weiler La Garde in der Gemeinde Milhac-de-Nontron, etwa 3 Kilometer nordöstlich des Ortskerns. Sein Oberlauf wird zu mehreren kleinen Weihern aufgestaut. Hinter Milhac dreht sich sein Kurs allmählich in eine südsüdwestliche Richtung. Kurz vor Villars nimmt er als linken Seitenbach den Ruisseau de l'Étang rompu auf. Es erfolgt sodann ein erneuter Kurswechsel auf Südwest. Der Trincou fließt dann unterhalb von Condat-sur-Trincou vorbei, um nach weiteren 1,5 Kilometern beim Weiler Valade (Grenze zur Gemeinde Brantôme) auf 110 Meter Höhe rechtsseitig in die Côle zu münden.

## Geologie
Der Trincou entspringt im metamorphen Grundgebirge des nordwestlichen Massif Central, genauer in Glimmerschiefern der Parautochthonen Glimmerschiefereinheit, die aber teilweise von Alteriten des pleistozänen Kolluviums verdeckt werden. Zirka 1,5 Kilometer vor Milhac durchquert der Fluss die Randstörung des Zentralmassivs und trifft dann auf flachliegende Sedimente des nordöstlichen Aquitanischen Beckens – zuerst verkieseltes Hettangium, ganz kurz auch Sidérolithique des Eozäns, sodann in der Umgebung von Milhac rekristallisierten Dogger. In seinem weiteren Verlauf in Richtung Villars durchzieht der Trincou Bathonium und anschließend transgressive Oberkreideschichten (Cenomanium). Kurz vor Villars stehen rechtsseitig zum ersten Mal Schichten des Turoniums (Ligérien) an. Villars selbst ist aufgrund von Störungen auf leicht angehobenem Cenomanium erbaut. Zirka 1,5 Kilometer vor Condat folgt nach Durchqueren weiteren Turoniums schließlich Coniacium. Bei Condat verläuft erneut eine Störungszone, die südöstliche Verlängerung der Mareuil-Antiklinale. Der südwestliche Block wurde angehoben, so dass der Fluss seine Reise in Schichten des Turoniums (Angoumien) beendet.

## Hydrologie

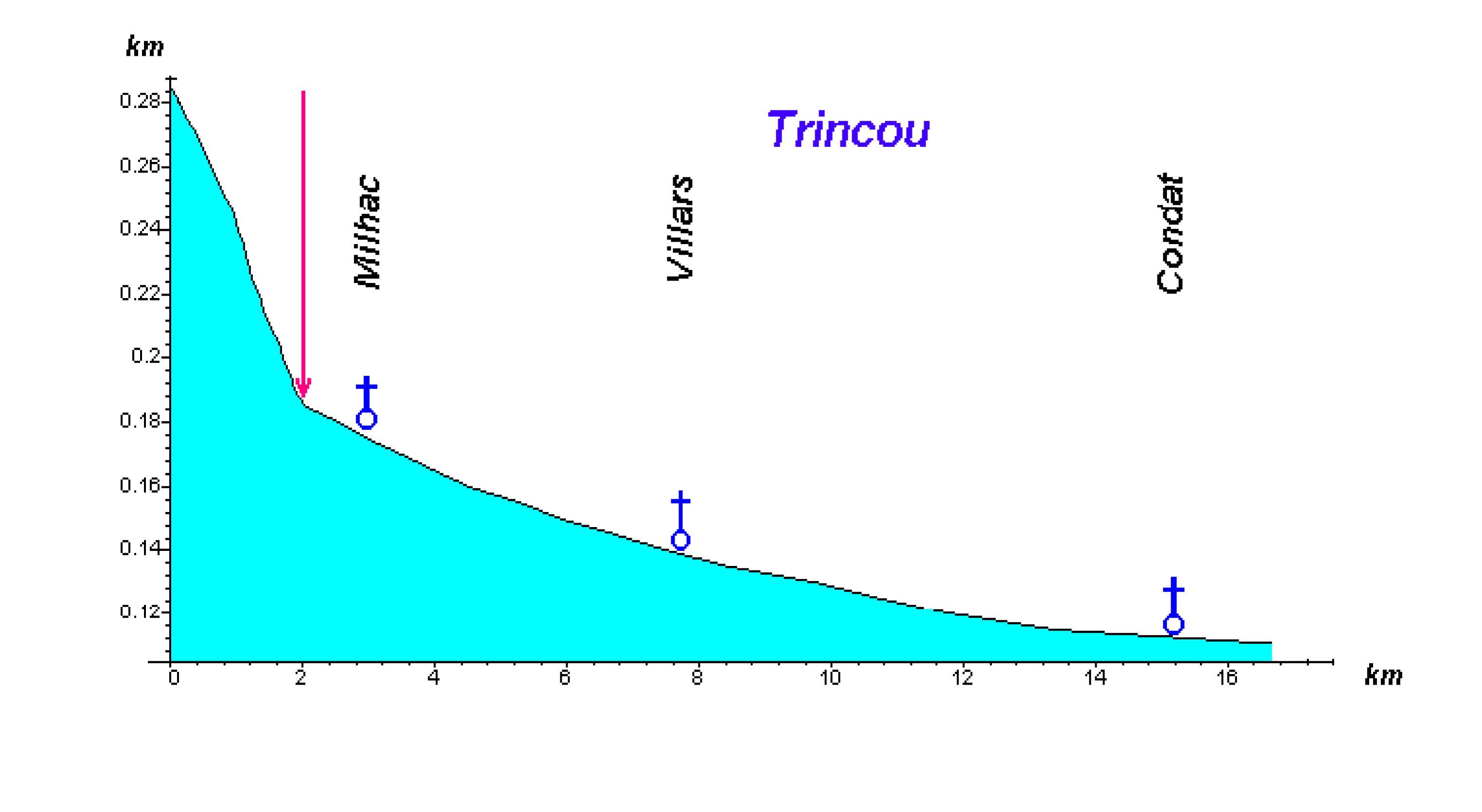
Höhenprofil des Trincou. Deutlich erkennbar die Randstörung des Zentralmassivs bei Milhac-de-Nontron als Knickpunkt

Auf einem Höhenprofil des Trincou ist die Randstörung des Massif Central bei Milhac-de-Nontron als deutlicher Knickpunkt auszumachen. Im steileren Oberlauf stehen die resistenteren Grundgebirgsgesteine an, hingegen in den Sedimenten verflacht das Profil zusehends.

## Geschichte
Älteste Besiedlungsspuren im oder in unmittelbarer Nähe des Trincou-Tales gehen mindestens ins Magdalenien zurück (Höhlenmalereien in den Höhlen von Villars). Aus der Megalithzeit stammen ein Dolmen und ein Menhir, zu sehen bei Fouret, Gemeinde Condat-sur-Trincou. Im frühen Mittelalter wurden die Dorfkirchen von Condat, Milhac und Villars errichtet.

## Sehenswürdigkeiten am Fluss
- Kirche von Milhac-de-Nontron
- Gebäude aus dem 19. Jahrhundert bei Fousseyraud, Monument historique, Gemeinde Milhac-de-Nontron
- Herrensitz bei Le Taravaud aus dem 17. Jahrhundert, Gemeinde Milhac-de-Nontron
- DKirche von Villars.
- Höhlen von Villars, etwas abseits im Tal des Ruisseau de l'Étang rompu
- romanische Kirche von Condat-sur-Trincou
- Schloss von Condat-sur-Trincou aus dem 13. Jahrhundert
- Menhir und Dolmen bei Fouret, Gemeinde Condat-sur-Trincou